# التمهيد لما في الموطأ من المعاني والأسانيد
التمهيد لما في الموطأ من المعاني والأسانيد هو شرح للأحاديث المرفوعة في الموطأ، ألفه الحافظ ابن عبد البر (368-463)، ويعتبر التمهيد كتابًا فريدًا في بابه، وموسوعة شاملة في الفقه والحديث، وهو كتاب شرح فيه ابن عبد البر كتاب الموطأ للإمام مالك بن أنس، ولكنه رتبه ترتيبًا آخر يختلف عن ترتيب الإمام مالك، حيث أنه رتبه بطريقة الإسناد على أسماء شيوخ الإمام مالك، الذين روى عنهم ما في الموطأ من الأحاديث، فقد جمع أحاديث كل راو في مسند على حِدَةٍ معتمدًا في ترتيبهم على حروف المعجم وترجم للرواة وخرج الأحاديث وشرحها لغويًّا وفقهيًّا، وذكر آراء أهل العلم والفقه، وقد اقتصر فيه على ما ورد عن الرسول من الحديث، متصلًا أو منقطعًا، أو موقوفًا، أو مرسلًا، دون ما في الموطأ من الآراء والآثار، وقد قضى في تأليف كتاب التمهيد أكثر من ثلاثين سنة.
وقد أفصح ابن عبد البر في مقدمة الكتاب عن السبب الدافع له لتأليف التمهيد فقال:
| التمهيد لما في الموطأ من المعاني والأسانيد | فإني رأيت كل من قصد إلى تخريج ما في موطأ مالك بن أنس من حديث رسول الله، قصد بزعمه إلى المسند، وأضرب عن المنقطع والمرسل، فلم أَر جامعيه وقفوا عند ما شرطوه، ولا سلم لهم في ذلك ما أملوه، بل أدخلوا من المنقطع شيئًا في باب المتصل، وأتوا بالمرسل مع المسند ـ إلى أن قال ـ: رأيت أن أجمع في كتابي هذا ما تضمنه موطأ مالك بن أنس في رواية يحيى بن يحيى الليثي الأندلسي عنه من حديث رسول الله، مسنده ومقطوعه ومرسله وكل ما تمكن إضافته إليه صلوات الله وسلامه عليه | التمهيد لما في الموطأ من المعاني والأسانيد |

## منهج ابن عبد البر في التصنيف
وضح ابن بر منهجه في كتابه وفق ما يلي:
1. صنف الأحاديث بحسب الراوي، فكان يجمع أحاديث كل راوٍ في مسند.
2. رتب الرواة بحسب الترتيب الأبجدي لأسمائهم.
3. وصل كل حديث مقطوع وجده متصلًا من غير رواية مالك، وكذلك كل مرسل وجده مسندًا من غيره.
4. جمع أقاويل العلماء في صحة الأحاديث وتأويلها وأحكامها وناسخها ومنسوخها وشروحها.
5. جمع ما يعرف من الأثر المتعلقة بمعاني الأحاديث والإسناد.
6. شرح غريب الألفاظ.
7. تحدث باستفاضة عن بعض الرواة.
8. جمع بعض القواعد والفوائد في بداية كتابه عن علوم الحديث.

## منهج ابن عبد البر في الأحاديث المعلة
فقد اتبع ابن عبد البر في الأحاديث المعلة بعض القواعد في دراستها وذكرها وتبيانها، وشملت:
1. توسع بدراسة أحاديث من خارج الموطأ.
2. ذكر اسم المدار موضع الاختلاف:
كقوله: (وهو حديث يدور على قتادة عن النضر بن أنس عن بشير بن نهيك عن أبي هريرة، واختلف أصحاب قتادة عليه).[5]
3. لا يحكم مباشرة على الحديث وموضع الاختلاف فيه، بل يقوم بإسناد جميع الأوجه موضع الاختلاف مع ذلك.
4. لا يعتمد كل المخالفات، إنما فقط ما صح إسنادها منها:
- ومن الأمثلة على هذا قوله: (وهذان الإسنادان عن مالك والأوزاعي ليسا بصحيحين، لأن دونهما من لا يحتج به).
- وأيضًا: (ورأيت في بعض نسخ موطأ مالك رواية ابن وهب عنه هذا الحديث مرسلًا من رواية يونس بن عبد الأعلى عن ابن وهب، ولا أثق بما رأيته من ذلك).
5. يقوم بتحديد أي الرواة هو المخطئ بعد دراسة الأوجه المختلفة للحديث:
فيذكر المخطئ من الرواة، ومن ذلك قوله: (هذا حديث متصل صحيح وقد أخطأ فيه الدراوردي). وقوله: (وهو مما أخطا فيه عندهم سليمان بن عتيق وانفرد به وما انفرد به فلا حجة فيه).
6. الاختصار في بعض الأحاديث، وذلك على وأجهٍ عدة:
- ذكر اسم المدار وأوجه الاختلاف دون ذكر الرواة ولا الأسانيد: ومن الأمثلة على ذلك قوله: (وهو يدور على حريز بن عثمان الرحبي اختلف عليه فيه فقوم قالوا: عنه عن صليح الرحبي، وقوم قالوا: عنه عن يزيد بن صليح، وقال آخرون: عنه عن يزيد بن صالح).
- ذكر بعض الأوجه المخالفة دون ذكر رواته: ومن الأمثلة على ذلك قوله: (وقد رواه بعضهم عن عطاء بن يسار عن أبي هريرة، والصحيح فيه عن ابن عباس إن شاء الله).
7. يقوم الترجيح عنده على عدة مستويات:
- الترجيح بكثرة من رووا الحديث بنفس اللفظ: ومن ذلك قوله: (ومن حجته أيضًا رواية ابن المبارك لحديث عبيد الله بن عمر ولا حجة في ذلك لأن الأكثر من أصحاب عبيد الله خالفوه).[6] وكذلك قوله: (والقلب إلى رواية الجماعة أميل، لأنَّ الواحد أقرب إلأى الغلط).[7]
- ترجيح رواية أحفظ الرواة وأثبتهم: وذلك عندما يكون الاختلاف في الرواية بن اثنين، فيتجه لمن هو أكثر حفظًا وإتقانًا منهما. ومن ذلك قوله: (إنما تقبل الزيادة من الحافظ إذا ثبتت عنه وكان أحفظ وأتقن ممن قصر أو مثله في الحفظ).[8]
- ترجيح رواية أئمة الحديث: فقال فيهم: (وهم رواة الحديث، وإليهم نصرف في تأيله مع موضعهم من الفقه والجلالة، وليس من خالفهم ممن يقاس بهم).[9]
- ترجيح رواية المقدمين من الرواة: ذلك أنَّ هنالك جماعة من الرواة لكل محدث مشهور، فيأخذون الحديث عنه، فإن حصل هنالك اختلاف في رواياتهم يقوم ابن عبد البر بترجيح رواية المقدمين الذين سبقوا غيرهم بالرواية من ذلك الشيخ.
- الترجيح بالمتابعات للمدار ومن فوقه: فكان يقوم ابن عبد البر عند حصول الاختلاف بالبحث في روايات طبقة المدار، فيرجح من وافقت روايته رواية أقران شيخه.
- الترجيح بما في كتاب الراوي الذي وقع عليه الاختلاف.
- الترجيح بالسماع: وذلك لمكانة السماع في رواية الحديث. ويعد ذلك أحد أصول التحديث. فيبحث في هذا الجانب، فيضعف الرواية التي لا يمكن أن يلتقي فيها الراويان معًا، وبالتالي لم يكن لهما أن يسمع أحدهما الحديث من الآخر. ومن ذلك قوله: (ولو انفرد بروايته هذه لكان الحديث مرسلًا، لأن عروة لم يدرك عبد الله بن أبي أمية أخا أم سلمة، لأنه استشهد يوم الطائف).
- ترجيح المفصل في الحديث على من يختصر: فق قال: (فراوية من زاد وتم وفسر أولى من رواية من أجمل وقصر).
- ترجيح رواية أهل بلد الراوي: وذلك أنّهم أعلم بحديثه، وذلك لمصاحبته لهم وعيشته بينهم، فيقول في كتابه: (هذه رواية أهل العراق عن بشير بن يسار في هذا الحديث ورواية أهل المدينة عنه أثبتت إن شاء الله، وهم به أقعد ونقلهم أصح عند أهل العلم).[10]
- ترجيح الرواية الخالية من الشك والاختلاف: فقال في هذا: (والشك لا يلتفت إليه، واليقين معول عليه).
- الترجيح بقرينة داخل الإسناد أو المتن: ومن الأمثلة على ذلك قوله: (في الموطأ عن يحيى في هذا الحديث توفي رجل يوم حنين، وهو وهم إنما هو يوم خيبر، وعلى ذلك جماعة الرواة وهو الصحيح ، والدليل على صحته قوله: فوجدنا خرزات من خرزات يهود، ولم يكن بحنين يود، والله أعلم).

## انتقادات على ابن عبد البر
التردد في تحديد من وقع منه الوهم: ومن ذلك قوله: (وأظن الوهم فيه جاء من قبل مالك أو من قبل يزيد بن الهادي).